# Melhores do Ano de 2019
A 24.ª cerimônia de entrega dos Melhores do Ano foi uma transmissão televisiva, organizada pela TV Globo, para premiar os melhores atores, cantores e jornalistas de 2019 em 14 categorias. A cerimônia, realizada em 15 de dezembro de 2019, ocorreu nos Estúdios Globo, no Rio de Janeiro, e contou pela última vez com a apresentação do comunicador Fausto Silva.

## Resumo
| Programa                    | Indicações | Vitórias |
| --------------------------- | ---------- | -------- |
| A Dona do Pedaço            | 9          | 3        |
| Bom Sucesso                 | 6          | 3        |
| Órfãos da Terra             | 3          | 1        |
| Verão 90                    | 3          | 2        |
| Assédio                     | 2          | 1        |
| Sob Pressão                 | 2          | 1        |
| O Sétimo Guardião           | 2          | 1        |
| Tá no Ar: a TV na TV        | 2          | 0        |
| Jornal Hoje                 | 2          | 1        |
| Carcereiros                 | 1          | 0        |
| Cine Holliúdy               | 1          | 0        |
| Jornal Nacional             | 1          | 0        |
| Malhação: Vidas Brasileiras | 1          | 0        |
| Zorra                       | 1          | 1        |

## Vencedores e indicados
| Ator de Novela | Atriz de Novela |
| --- | --- |
| - Jesuíta Barbosa – (Jerônimo em Verão 90) - Renato Góes – (Jamil em Órfãos da Terra) - Reynaldo Gianecchini – (Régis em A Dona do Pedaço)          | - Juliana Paes – (Maria da Paz em A Dona do Pedaço) - Alice Wegmann – (Dalila / Basma em Órfãos da Terra) - Grazi Massafera – (Paloma em Bom Sucesso) |
| Ator de Série | Atriz de Série |
| - Júlio Andrade – (Dr. Evandro em Sob Pressão) - Antonio Calloni – (Dr. Roger Sadala em Assédio) - Rodrigo Lombardi – (Adriano em Carcereiros)      | - Adriana Esteves – (Stela em Assédio) - Letícia Colin – (Maria Marylin em Cine Holliúdy) - Marjorie Estiano – (Dra. Carolina em Sob Pressão)         |
| Ator Coadjuvante | Atriz Coadjuvante |
| - Sergio Guizé – (Chiclete em A Dona do Pedaço) - Armando Babaioff – (Diogo em Bom Sucesso) - Malvino Salvador – (Agno em A Dona do Pedaço)         | - Fabiula Nascimento – (Nana em Bom Sucesso) - Agatha Moreira – (Josiane em A Dona do Pedaço) - Paolla Oliveira – (Vivi Guedes em A Dona do Pedaço)   |
| Ator Revelação | Atriz Revelação |
| - Kaysar Dadour – (Fauze em Órfãos da Terra) - Orlando Caldeira – (Catraca em Verão 90) - Rafael Queiroz – (Rael em A Dona do Pedaço)               | - Glamour Garcia – (Britney em A Dona do Pedaço) - Carol Garcia – (Sabrina em A Dona do Pedaço) - Nany People – (Marcos em O Sétimo Guardião)         |
| Ator/Atriz Mirim | Comédia |
| - João Bravo – (Peter em Bom Sucesso) - Maria Alice Guedes – (Valentina em Malhação: Vidas Brasileiras) - Valentina Vieira – (Sofia em Bom Sucesso) | - Dani Calabresa – (Zorra) - Marcelo Adnet – (Tá no Ar: a TV na TV) - Welder Rodrigues – (Tá no Ar: a TV na TV)                                       |
| Cantor | Cantora |
| - Luan Santana - Dilsinho - Ferrugem | - Marília Mendonça - Ivete Sangalo - Iza |
| Música do Ano | Jornalismo |
| - "Atrasadinha" – (Felipe Araújo e Ferrugem) - "Dona de Mim" – (Iza) - "Jenifer" – (Gabriel Diniz)                                                  | - Maria Júlia Coutinho – (Jornal Hoje) - Renata Vasconcellos – (Jornal Nacional) - Sandra Annenberg – (Jornal Hoje)                                   |

## Prêmios honorários
| Personagem do Ano |
| --- |
| - Antônio Fagundes como Alberto em Bom Sucesso - Cláudia Raia como Lidiane em Verão 90 - Tony Ramos como Olavo em O Sétimo Guardião |

| Troféu Mário Lago               |
| ------------------------------- |
| - Irene Ravache - Ney Latorraca |

## Apresentações
| Artista                    | Canção                             |
| -------------------------- | ---------------------------------- |
| Ferrugem                   | "Pra Você Acreditar"               |
| Luan Santana               | "Quando a Bad Bater"               |
| Dilsinho                   | "Péssimo Negócio"                  |
| Iza                        | "Dona de Mim"                      |
| Felipe Araújo e Ferrugem   | "Atrasadinha"                      |
| Felipe Araújo Iza Ferrugem | Tributo a Gabriel Diniz: "Jenifer" |

## Informações
- Nany People e Glamour Garcia foram as primeiras atrizes transexuais indicadas na história da premiação, ambas foram indicadas como atriz revelação, onde Garcia saiu vitoriosa.[8][9] Enquanto Kaysar foi o primeiro ator estrangeiro a ganhar o prêmio, sendo premiado como ator revelação.
- Neste ano não foi apresentado o In Memorian.

## Ausentes
- Adriana Esteves
- Ivete Sangalo
- Marília Mendonça